# 레이프 파인스
레이프 너새니얼 트위슬턴위컴파인스(영어: Ralph Nathaniel Twisleton-Wykeham-Fiennes, 1962년 12월 22일 ~ )는 잉글랜드의 배우이다. 1993년 영화 《쉰들러 리스트》에서 잔혹한 나치 장교인 아몬 괴트역을 맡아 엄청난 연기를 보여주며 아카데미 남우조연상 후보에 올랐다. 그가 출연한 작품 중 상업적으로 가장 유명한 작품으로는 해리포터 시리즈를 빼놓을 수 없는데, 2005년 《해리포터와 불의 잔》에서 볼드모트 역을 맡았고 이후 시리즈에서 동일 역할로 등장했다. 또한 2014년 《그랜드 부다페스트 호텔》에서 맡았던 호텔 지배인 무슈 귀스타브 역의 연기도 큰 호평을 받았다.

## 출연 작품

### 영화
- 러브 인 맨하탄 - 크리스토퍼 마샬 역
- 해리포터와 불의 잔
- 해리포터와 불사조 기사단
- 해리포터와 죽음의 성물 1부
- 해리포터와 죽음의 성물 2부
- 오네긴-오네긴 역
- 킬러들의 도시
- 퀴즈 쇼
- 쉰들러 리스트 - 아몬 괴트 역
- 애수
- 아라비아의 로렌스 그 후의 이야기
- 폭풍의 언덕-히스클리프 역
- 잉글리쉬 페이션트
- 허트 로커
- 콘스탄트 가드너
- 어벤저
- 레드 드래곤 - 프랜시스 돌라하이드 역
- 쿠보와 전설의 악기
- 그랜드 부다페스트 호텔
- 007 스펙터 - M 역
- 헤일, 시저! - 로렌스 로렌츠 역
- 레고 배트맨 무비
- 오피셜 시크릿 - 벤 에머슨 역
- 닥터 두리틀 - 배리 역 (목소리)
- 007 노 타임 투 다이 - M 역
- 킹스맨: 퍼스트 에이전트 - 옥스포드 공작 역 (기획)
- 더 디그 - 배질 브라운 역
- 더 메뉴 - 슬로윅 역
- 기상천외한 헨리 슈거 이야기 - 로알드 달 및 기타 배역
- 콘클라베 - 로렌스 추기경 역
- 28년 후

### 웹예능
- 해리포터 20주년 기념: 리턴 투 호그와트 (HBO Max, wavve)

## 수상 경력
- 1993년 제14회 보스턴비평가협회상 남우조연상
- 1993년 제58회 뉴욕비평가협회상 남우조연상
- 1993년 제6회 시카고비평가협회상 남우조연상
- 1993년 댈러스-포트워스 비평가협회상 남우조연상
- 1994년 제28회 전미비평가협회상 남우조연상
- 1994년 제47회 영국아카데미시상식 남우조연상
- 1995년 제15회 런던비평가협회상 영국남우주연상
- 1995년 드라마데스크어워즈 연극부문 남우주연상
- 1995년 제49회 토니상 연극부문 남우주연상
- 1999년 제12회 유럽영화상 유러피안 남우주연상
- 2005년 영국인디펜던트필름어워즈 남우주연상
- 2011년 스크림어워즈 최고의 악당상
- 2011년 제13회 틴 초이스 어워즈 영화 속 싸움상
- 2014년 인디애나기자협회상 남우주연상
- 2014년 인디위어 2014-앤드 크리틱스 폴 어워즈 남우주연상
- 2015년 덴버비평가협회상 남우주연상